# Jan Gösta Waldenström
Jan Gösta Waldenström (ur. 17 kwietnia 1906 w Sztokholmie, zm. 1 grudnia 1996) – szwedzki lekarz chorób wewnętrznych. Jako pierwszy w 1944 opisał jednostkę chorobową nazwaną później na jego cześć makroglobulinemią Waldenströma.
Jan Gösta Waldenström urodził się w rodzinie z lekarskimi tradycjami: jego ojciec Johann Henning Waldenström (1877-1972) był profesorem chirurgii ortopedycznej w Sztokholmie, a dziadek Johan Anton Waldenström (1839-1879) profesorem medycyny wewnętrznej w Uppsali.
Waldenström ukończył studia medyczne na Uniwersytecie w Uppsali, po czym studiował chemię organiczną u Hansa Fischera na Uniwersytecie Technicznym w Monachium. W 1941 został profesorem medycyny teoretycznej na Uniwersytecie w Uppsali i profesorem medycyny stosowanej na Uniwersytecie w Lund w 1944. Był szefem Wydziału Medycyny Szpitala w Malmö do przejścia na emeryturę w 1972.

## Wybrane prace
- Studien über Porphyrie, Dissertation. Acta Medica Scandinavica 82: 1-254 (1937)
- Kliniska metoder för påvusande av hyperproteinämi och deras praktiska värde för diagnostiken. Nordisk Med 20:2288 (1943)
- The porphyrias as inborn errors of metabolism. The American Journal of Medicine 22: 758-773 (1957)
- Reflections and Recollections from a Long Life with Medicine. Rome, Ferrata Storti Foundation Publication, 1994. ISBN 88-7002-654-X.
- Waldenström J, Ljungberg E: Studies on the functional circulatory influence from metastasizing carcinoid (argentaffine, enterochromaffine) tumours and their possible relationship to enteramine production. Acta Med Scand 152:293 (1955)